# Marouette à sourcils blancs
Laterallus flaviventer
Espèce
Statut de conservation UICN

 LC  : Préoccupation mineure
La Marouette à sourcils blancs (Laterallus flaviventer) est une espèce d'oiseaux de la famille des Rallidae.

## Répartition
Son aire s'étend de mani!re dissoute à travers l'Amérique centrale et l'Amérique du Sud.